# Huit duos pour violon et cymbalum (Kurtag)

Huit duos pour violon et cymbalum, op. 4, est une composition de musique de chambre de György Kurtág. Composés vers 1960, ils sont dédiés à la violoniste Judit Hevesi et au joueur de cymbalum Jozsef Szalay, qui l'ont créé en le 22 mars 1963.

## Structure
1. Poco sostenuto
2. Agitato
3. Risoluto
4. Lento
5. Allegretto
6. Vivo
7. Adagio
8. Vivo

La durée d'exécution est de cinq minutes, les pièces étant très brèves et enchaînées les unes aux autres.